# روبرت فلين
روبرت فلين (بالإنجليزية: Robert Flynn)‏ (12 أبريل 1932، تشيلتون في الولايات المتحدة)؛ روائي أمريكي.